# Philomyrmex insignis
Philomyrmex insignis är en insektsart som beskrevs av R. F. Sahlberg 1848. Philomyrmex insignis ingår i släktet Philomyrmex, och familjen fröskinnbaggar. Arten är reproducerande i Sverige.